# کریستین برخا
کریستین برخا (انگلیسی: Cristian Borja؛ زادهٔ ۱۸ فوریهٔ ۱۹۹۳) بازیکن فوتبال اهل کلمبیا است.
از باشگاه‌هایی که در آن بازی کرده‌است می‌توان به باشگاه فوتبال اسپورتینگ پرتغال اشاره کرد.
وی همچنین در تیم ملی فوتبال کلمبیا بازی کرده‌است.